# Server Djeparov
Server Djeparov (em uzbeque Server Jeparov, uzbeque cirílico: Сервер Жепаров; 3 de outubro de 1982), é um futebolista uzbeque que atua como meio-campo. Atualmente, joga pelo Metallurg Bekabad.
Nos tempos de União Soviética, seu nome era russificado para Server Reshatovich Jeparov (Сервер Решатович Джепаров).

## Carreira
Um dos jogadores recém-contratados pela nova força do futebol nacional, o Bunyodkor (ex-Quruvchi) vindos do tradicional Paxtakor Tashkent, Jeparov integra a Seleção Uzbeque desde 2002. Integrou os elencos que chegaram às quartas-de-final das Copas da Ásia de 2004 e 2007.
Em 2008, ano em que participou da campanha em que o Bunyodkor chegou às semifinais da Liga dos Campeões da Ásia, Djeparov foi eleito o melhor jogador do continente pela Confederação Asiática de Futebol (AFC).
Em 26 de julho de 2010, foi anunciado seu empréstimo ao FC Seoul por seis meses.
Ele representou a Seleção Usbeque de Futebol na Copa da Ásia de 2015.

## Títulos

### Bunyodkor
- Copa do Uzbequistão: 2008
- Campeonato Uzbeque: 2008